# Europäisches Zentrum für Arbeitnehmerfragen
Koordinaten: 50° 41′ 11,7″ N, 7° 11′ 2,4″ O
Das Europäische Zentrum für Arbeitnehmerfragen (EZA) ist ein europäisches Netzwerk von 70 Arbeitnehmerorganisationen aus 30 Ländern. Das Sekretariat befindet sich in Königswinter. Mitglieder von EZA sind Arbeitnehmerorganisationen, sowie Bildungs- und Forschungseinrichtungen, die sich mit Arbeitnehmerfragen befassen und sich auf christlich-soziale Werte berufen. Diese haben ihrerseits insgesamt rund acht Millionen Mitglieder. Darüber hinaus hat EZA weitere Partner in Europa und pflegt Beziehungen zu Arbeitnehmerorganisationen in anderen Regionen.
Die Arbeit von EZA wird durch die Europäische Union gefördert.

## Ziele
EZA verfolgt mit seiner Arbeit zwei zentrale Ziele:
- Förderung des Sozialen Dialogs, einem Instrument zur Förderung der Sozialpartnerschaft und der Politikberatung der Europäischen Union, und damit verbunden die Auseinandersetzung mit sozialen Herausforderungen auf europäischer Ebene
- Förderung der sozialen und wirtschaftlichen Entwicklung der Gesellschaft sowie der Integration Europas im Arbeitnehmerbereich

Vor diesem Hintergrund will EZA zur Lösung von Arbeitnehmer- und sozialen Fragen beitragen, wobei es dabei besonderes Augenmerk auf sozial Benachteiligte legt. Dafür wird insbesondere Bildung als Mittel gesehen, um zu einem besseren sozialen Zusammenhalt in Europa beizutragen. So soll sozialer Ungleichheit entgegengewirkt werden.

## Tätigkeit
EZA führt zusammen mit seinen Mitgliedzentren und Partnern alljährlich ca. 70 Seminare zu relevanten aktuellen Fragestellungen des Europäischen Sozialdialogs durch, um hierzu Lösungsmöglichkeiten aufzuzeigen. Die Themen umfassen beispielsweise die Zukunft eines sozialen Europas, die europäische Säule sozialer Rechte, Kapazitätsaufbau, Digitalisierung, neue Arbeitsbeziehungen und Beschäftigungsformen, Sicherheit und Gesundheitsschutz am Arbeitsplatz, strukturelle Herausforderungen des Arbeitsmarkts, die Chancengleichheit für Frauen und Männer, die Vereinbarkeit von Familie und Beruf sowie die Migration von Arbeitnehmern und Flüchtlingen.
Zielgruppe von EZA sind Multiplikatoren und Verantwortliche von Arbeitnehmerorganisationen. Für Führungskräfte und Mitarbeiter von Arbeitnehmerorganisationen führt EZA außerdem Kurse zur Vertiefung und Erweiterung von Kompetenzen und Kenntnissen im europäischen Kontext durch.
Daneben berät es seine Mitglieder und Partner bei der Entwicklung von Projekten zur Durchführung europäischer Bildungsmaßnahmen und fördert themenorientierte Netzwerke und Plattformen unter den Mitgliedern sowie anderen Organisationen.

Länder mit EZA-Mitgliedern

## Geschichte
EZA wurde am 29. Januar 1985 in Brüssel gegründet. Ziel war es, Arbeitnehmerbildung auf christlich-sozialer Basis europaweit möglich zu machen. Mitglieder waren zunächst zehn Organisationen aus Belgien, Frankreich, Deutschland, Italien, Irland, Luxemburg, Österreich und der Schweiz.

## Gremien
Die Gremien von EZA sind die Generalversammlung und der Verwaltungsrat.
Die Generalversammlung besteht aus Vollmitgliedern, assoziierten Mitgliedern, Beobachtern und den Verwaltungsratsmitgliedern. Assoziierte Mitglieder und Beobachter nehmen mit beratender Stimme teil. Aufgaben der Generalversammlung sind unter anderem die Wahl des Verwaltungsrats.
Der Verwaltungsrat besteht aus dem Präsidenten, dem Co-Präsidenten, mindestens fünf Vize-Präsidenten, dem Schatzmeister, mindestens sieben Beisitzern, dem Generalsekretär und drei Rechnungsprüfern. Er wird für vier Jahre gewählt. Aufgaben des Verwaltungsrats sind unter anderem die Wahl des Generalsekretärs, die Entgegennahme des jährlichen Tätigkeits- und Finanzberichts sowie die Aufnahme von Mitgliedern.
Der Generalsekretär wird vom Verwaltungsrat für vier Jahre gewählt und führt zusammen mit dem Sekretariat die Geschäfte.

## Präsidenten
- 1985–1988: Wolfgang Vogt, MdB, Parlamentarischer Staatssekretär beim Bundesminister für Arbeit und Sozialordnung, Deutschland
- 1988–1995: Miet Smet, Staatssekretärin für Umwelt, soziale Emanzipation, Beschäftigung und Arbeit und ab März 1992 Ministerin für Beschäftigung und Arbeit in Belgien
- 1995–1998: Arie Hordijk, ehemaliger Generalsekretär des Christelijk Nationaal Vakverbond (CNV) in den Niederlanden
- 1998–2006: Leo Pauwels, ehemals im ACW (Koepel van Christelijke Werknemersorganisaties) in Belgien
- 2006–2011: Raf Chanterie, ehemaliges Mitglied des Europäischen Parlaments, Belgien
- 2011–2018: Bartho Pronk, ehemaliges Mitglied des Europäischen Parlaments, Niederlande
- seit 2018: Luc Van den Brande, ehemaliger Arbeitsminister von Belgien, ehemaliger Ministerpräsident von Flandern

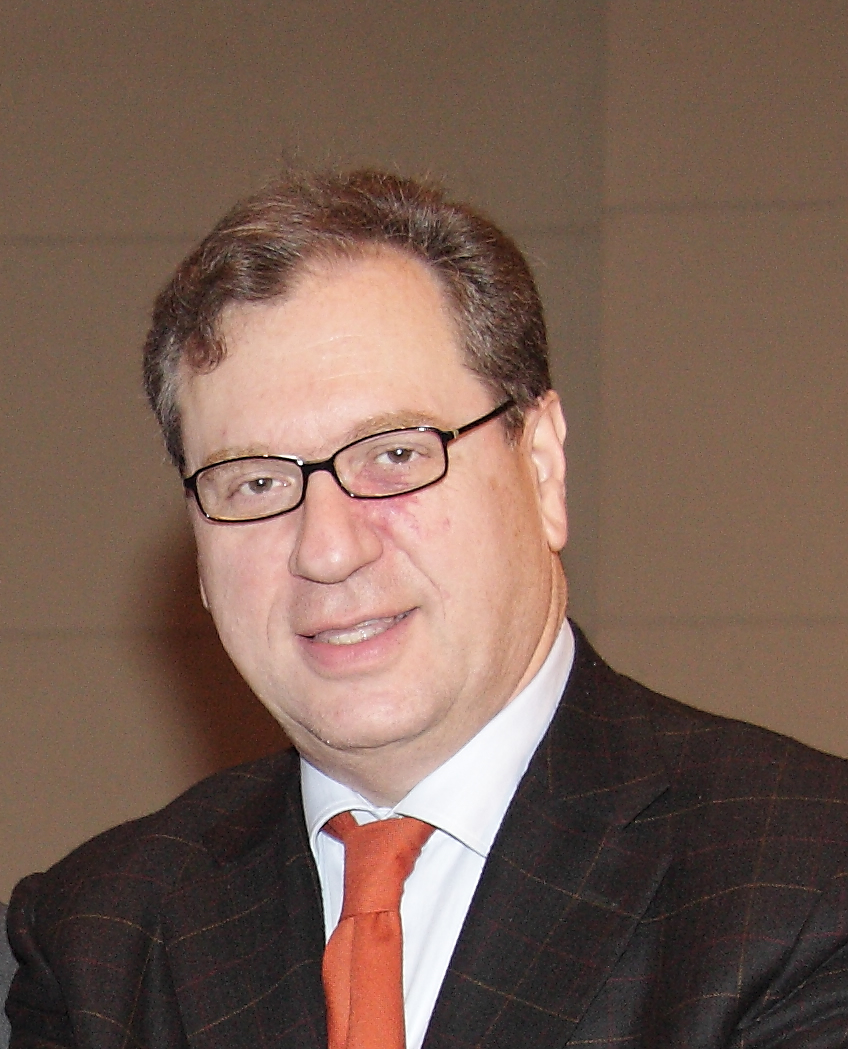
Piergiorgio Sciacqua, Co-Präsident des Europäischen Zentrums für Arbeitnehmerfragen

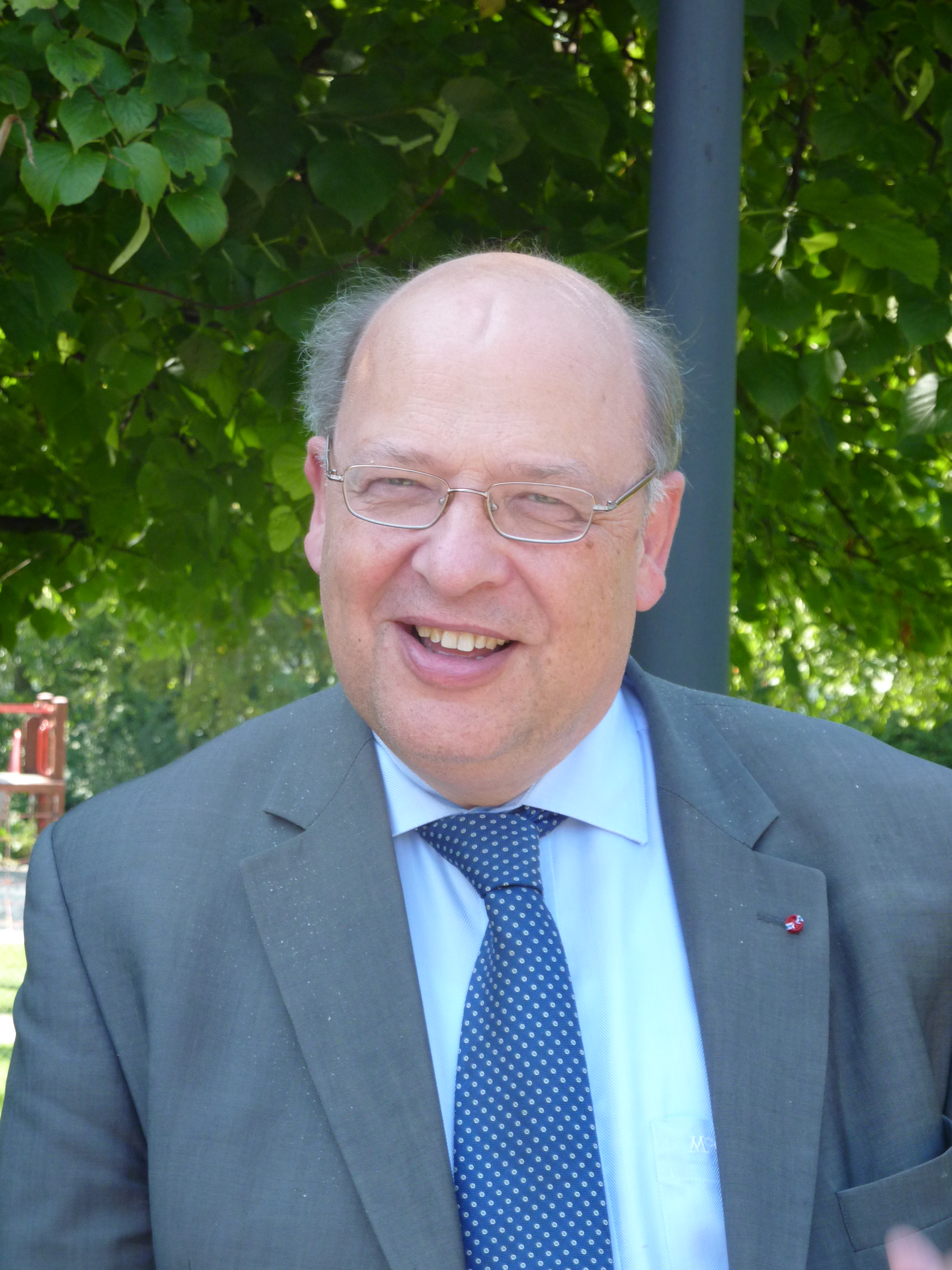
Bartho Pronk

### Co-Präsidenten
seit 2010: Piergiorgio Sciacqua, Vertreter von MCL (Movimento Cristiano Lavoratori) / EFAL (Ente Nazionale per la Formazione e l’Addestramento dei Lavoratori), Italien

### Ehrenpräsidenten
seit 2006: Leo Pauwels, ehemals im ACW (Koepel van Christelijke Werknemersorganisaties) in Belgien
seit 2018: Bartho Pronk, ehemaliges Mitglied des Europäischen Parlaments, Niederlande

## Publikationen
Neben Projekt- und Jahresberichten gibt EZA die Schriftenreihe Beiträge zum Sozialen Dialog sowie das Bildungsprogramm Europäischer Sozialer Dialog heraus. Vierteljährlich erscheint außerdem das EZA-Magazine, das über die Arbeit des EZA berichtet.